# Cockpitspray

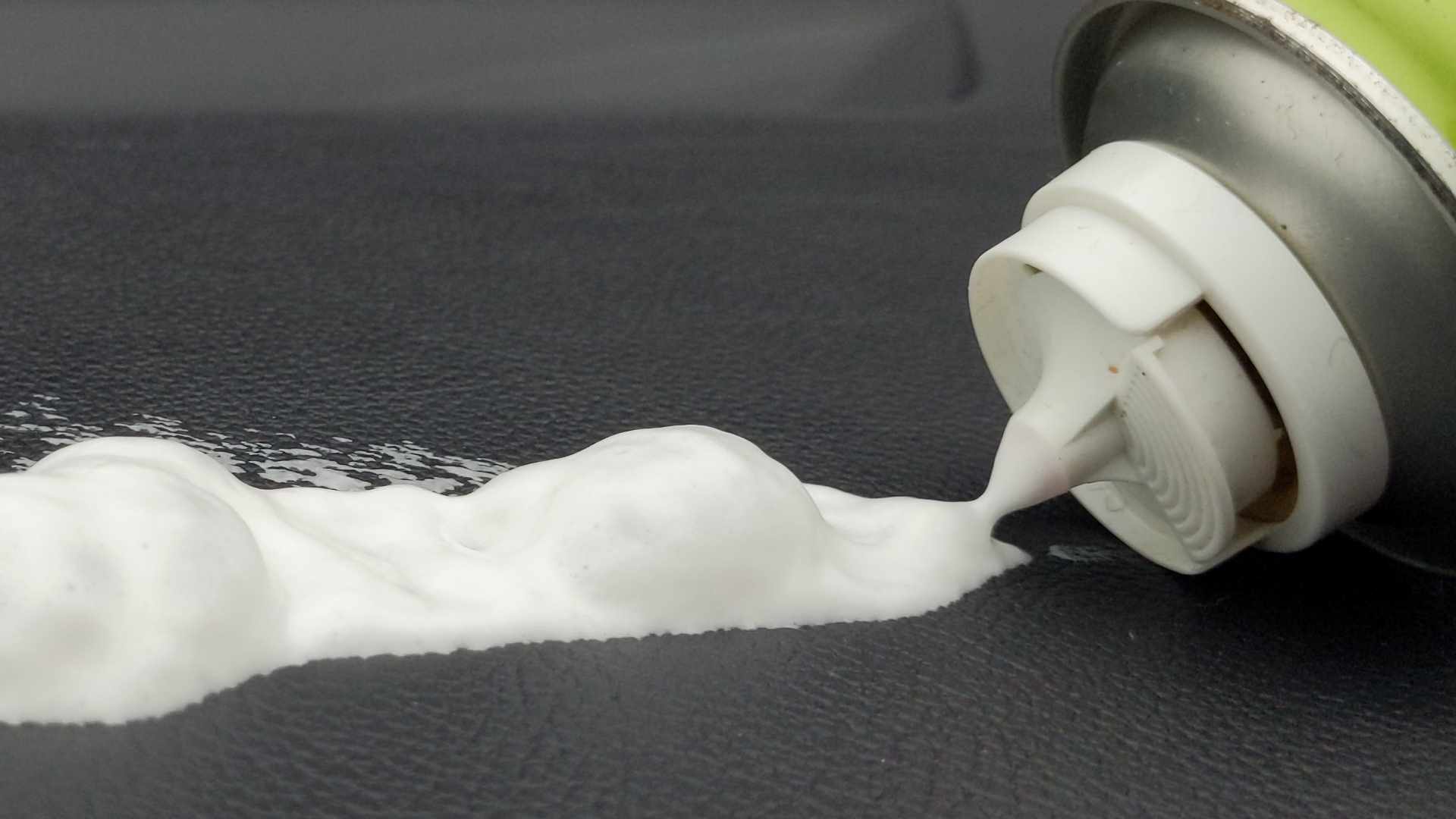
Cockpitspray kann u. a. zur Reinigung von Kunststoffflächen im Auto verwendet werden.

Cockpitspray dient der Reinigung von Kunststoff- und Glattlederflächen im Inneren von Autos.

## Anwendung
Auf grauen und schwarzen Kunststoffflächen im Auto lassen sich Schmutz und Staub mit Wasser und Lappen kaum schlierenfrei entfernen. Die Reinigung gelingt besser, wenn Cockpitspray angewandt wird.
Cockpitspray kann für die Reinigung von Kunststoff- und Glattlederflächen im Auto verwendet werden. Dafür wird ein weiches Tuch mit dem Cockpitspray besprüht. Mit dem Tuch werden die zu reinigenden Flächen eingerieben. Cockpitspray dient nicht zur Reinigung von Kunststoffgläsern oder Gummi.

## Inhaltsstoffe
Cockpitspray ist ein Aerosol und kann aus aliphatischen Kohlenwasserstoffen (Butan und Propan), Isopropanol, nichtionischen Tensiden und Duftstoffen bestehen.
Außerdem sind Pflanzen- und Wachskomponenten enthalten.

## Wirkungsweise

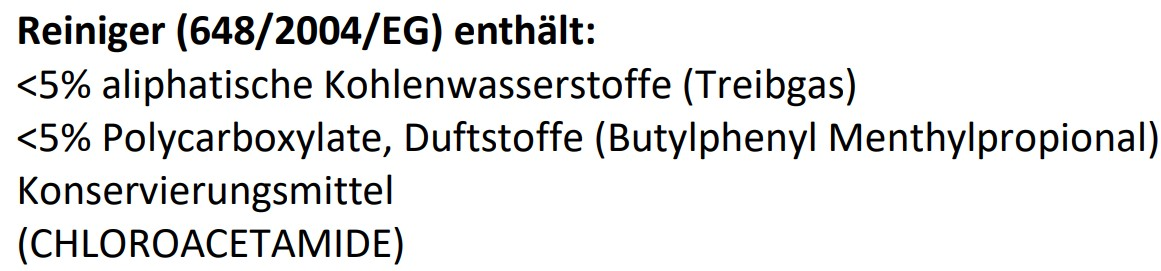
Inhaltsstoffe eines Cockpitsprays

Cockpitspray unterstützt die Reinigung im Inneren des Autos und befreit Oberflächen nachhaltig von Staub, Schmutz und Ablagerungen. Dabei werden Grauschleier entfernt und die ästhetische Mattheit des Cockpits bleibt erhalten. Die Pflanzen- und Wachskomponenten im Cockpitspray bilden einen Schutzfilm, der weitere Verschmutzungen verhindert und das Cockpit länger pflegt.
Gleichzeitig ist das Cockpitspray schonend zu allen Materialien und kann einen angenehmen Duft im Auto versprühen.